# Porto de Mós (freguesia)
Porto de Mós (llamada oficialmente Porto de Mós - São João Baptista e São Pedro) es una freguesia portuguesa del municipio de Porto de Mós, distrito de Leiría.

## Historia
Fue creada el 28 de enero de 2013 en aplicación de una resolución de la Asamblea de la República de Portugal promulgada el 16 de enero de 2013 con la unión de las freguesias de São João Baptista y São Pedro.

## Demografía
| Gráfica de evolución demográfica de Porto de Mós entre 2011 y 2021 |
|                                                                    |
| Datos según el nomenclátor publicado por el INE portugués.         |